# Eis in reconventie
Een reconventie is in de rechtspraak een tegeneis die een gedaagde bij zijn conclusie van antwoord tegen de eiser kenbaar maakt. Als een reconventionele vordering wordt ingesteld, wordt de oorspronkelijke eis eis in conventie genoemd.

## Nederland
In Nederland is het instellen van een reconventionele vordering geregeld in de artikelen 136-138 van het Wetboek van Burgerlijke Rechtsvordering.

### Hoger beroep en cassatie
In hoger beroep en in cassatie worden iets andere termen gehanteerd. In hoger beroep en in cassatie heet het oorspronkelijke beroep het principaal beroep  en het tegenberoep incidenteel beroep. In hoger beroep wordt ook weleens principaal appel en incidenteel appel gebruikt.

## België
In België wordt in deze context meestal gesproken over een 'tegeneis', een begrip dat in art. 14 Ger.W. wordt gedefinieerd als 'een tussenvordering die de verweerder instelt om tegen de eiser een veroordeling te doen uitspreken'. De tegeneis wordt volgens art. 809 Ger.W. ingesteld bij conclusie. Het verloop en het lot van de tegeneis is onafhankelijk van de hoofdeis.